# Karin Liltorp
Karin Liltorp (født 6. maj 1972 i Hjørring) er en dansk politiker. Hun blev valgt til Folketinget for Moderaterne i Østjyllands Storkreds ved folketingsvalget i 2022. I februar 2025 forlod hun partiet og blev løsgænger i Folketinget, og lidt over uge senere meldte hun sig ind i Alternativet.

## Uddannelse og erhverv
Karin Liltorp er uddannet kandidat i kemi og biologi fra Roskilde Universitet i 2000 og blev ph.d. i kemi sammesteds i 2003. Hun har arbejdet som kemiker på Frederiksberg Hospital 2004-2006 og hos Lundbeck 2006-2012.
Hun har arbejdet som konsulent i medicinalindustrien fra 2014. for Hun var senior scientist hos Particle Analytical 2012-2014. Fra 2014 til 2016 var hun CMC Consultant i først Jacobsen Pharma & MedTech og dernæst NNE Pharmaplan. Fra 2016 til 2022 var hun partner i CMC Solutions.

## Politisk karriere
Lilitorp var opstillet for Moderaterne i alle opstillingskredse i Østjyllands Storkreds ved folketingsvalget 2022 og opnåede 3.375 stemmer hvilket var næstflest for partiet i storkredsen efter Tobias Grotkjær Elmstrøm. Hun blev valgt på et tillægsmandat.
Hun var blandt andet Moderaternes klima-, miljø-, forsknings- og beskæftigelsesordfører i Folketinget. Som noget unikt i Folketinget var hun civilsamfundsordfører, som var en titel hun selv havde skabt.
Liltorp var kandidat for Moderaterne til Europa-Parlamentsvalget 2024 hvor hun fik 963 stemmer og blev 7. stedfortræder for sit parti.
Hun meldte sig ud af Moderaterne og blev løsgænger 23. februar 2025, og meldte sig ind i Alternativet 4. marts samme år.

## Familie og privatliv
Liltorp er gift og har to børn (født 2003 og 2008) og to bonusbørn (født 2000 og 2003). Hun bor i København.
Hun har været begravelsesleder i Humanistisk Samfund fra 2016 og frivillig i Depressionsforeningen fra 2014. Hun var frivillig i Røde Kors fra 2003 til 2008.